# Jan Komorowski (zm. 1642)
Jan Komorowski herbu Korczak (zm. w 1642 roku) – podkomorzy bełski w latach 1639–1642, burgrabia krakowski w latach 1629–1637, podczaszy bełski w latach 1622–1639, podstarości krakowski w latach 1631–1637.
Dzięki protekcji Jana Zamoyskiego kształcił się na Uniwersytecie Padewskim, gdzie w 1600 r. został wybrany konsyliarzem nacji polskiej. Po powrocie do kraju nadzorował wychowanie Tomasza Zamoyskiego.
Poseł na sejm 1624, 1625, 1628, 1631 roku. Poseł na sejm warszawski 1626 roku z województwa bełskiego. Był elektorem Władysława IV Wazy z województwa bełskiego w 1632 roku, podpisał jego pacta conventa. Poseł sejmiku proszowickiego na sejm ekstraordynaryjny 1635 roku. Poseł na sejm zwyczajny 1637, sejm nadzwyczajny 1637 roku, sejm 1638 roku. 